# ダニエル/悪魔の赤ちゃん
『ダニエル/悪魔の赤ちゃん』(It's Alive) は2008年製作のホラー映画。74年製作の『悪魔の赤ちゃん』のリメイク。

## 概要
ドイツ出身で99年製作のSFサスペンス『13F』のジョセフ・ラスナックが監督を務め､フォークグループ､ママス&パパスのジョン・フィリップスの娘であるビジュー・フィリップスが主人公である母親レノアを演じる。
社会的批判要素の強い描写が目立った74年のオリジナルとは異なり､母親レノアの視点により赤ちゃんの邪悪な本能や､献身的な愛を注ぎながらも､わが子の暴走に恐れを抱き､葛藤し苦悩する姿が描かれている。
この映画はアメリカ合衆国ではオリジナルビデオとして発売されたが、日本ではリベロ＝AMGエンタテインメント配給のもと、劇場で上映された。また、日本国外では、フィリピンでも2009年8月に劇場公開された
。

## ストーリー
大学院生のレノアは出産のために、恋人である建築家のフランクと彼の弟クリスの暮らすアメリカ中西部の町はずれにある家に向かう。そして、その夜レノアは突然に異常な痛みに襲われ、病院に運ばれるが、驚くべきことに、胎児は前回の検診から2倍の大きさに成長したために､母体の安全を考え、帝王切開を行うことになるが、医師が赤ちゃんを取り出しへその緒を切った途端に分娩室に閃光とともに鋭い叫び声が響く。
その後、病院スタッフが分娩室を覗くと、医師や看護婦の無残な死体が床に転がり、生き残ったのはレノアと彼女の赤ちゃんだけだった。
退院後、その赤ちゃんはダニエルと名付けられ、レノアは彼を愛した。だが、ダニエルが生まれてからというものの、小動物や鳥の死骸が彼女たちの家に散乱するようになる。レノアはフランクに相談するものの、取り合ってもらえなかった。それからしてレノアはダニエルが野兎を食べているところを発見した。彼女はそれを咎めるでもなく、彼に対いて優しく接した。
そしてある日、病院での事件を捜査していた警察は、レノアに精神科医・ボールドウィン博士のカウンセリングを受けさせることにした。

## キャスト
- レノア：ビジュー・フィリップス
- フランク：ジェームズ・マーレイ
- クリス：ラファエル・コールマン
- パーキンス警部：オーウェン・ティール
- ボールドウィン博士：ジャック・エリス
- マーニー：タイ・グレイザー
- ペリー：アーキー・リース

### 日本語吹き替え
- レノア：桑島法子
- フランク：土田大

- 字幕翻訳：堤洋子
- 吹替翻訳：亀井玲子